# Francesco Crispi
Francesco Crispi, italijanski politik, * 4. oktober 1818, Ribera, † 11. avgust 1901, Neapelj.
Izhajal je iz Albanske družine. Crispi je v svoji politični karieri bil: predsednik Vlade Italije (1887-91, 1893-96), minister za zunanje zadeve Italije (1887-91), minister za finance Italije (1888-89), minister za notranje zadeve Italije (1877-78, 1887-91, 1893-96),... Velja za eno iz med najpomembnejših oseb v zgodovini Italije, ker je pomagal združiti južno in severno Italijo.